# Alessandro Izekor

a Compétitions nationales et continentales officielles uniquement.

b Matchs officiels uniquement.
Dernière mise à jour le 25 décembre 2024.
Alessandro Izekor, né le 5 mars 2000 à Brescia (Italie), est un joueur international italien de rugby à XV et international de rugby à sept évoluant au poste de troisième ligne aile au Benetton Trévise.

## Biographie
Alessandro Izekor naît à Brescia de parents originaires du Nigeria. Il est l'aîné d'une fratrie de trois garçons. 
Il commence la pratique du rugby à XV à l'âge de dix ans au sein d'un oratorio lié au Rugby Brescia. Sa famille déménage ensuite à Ospitaletto avant de revenir à Brescia pour qu'Alessandro puisse rejoindre l'équipe des moins de 18 ans du Rugby Calvisano,. 
Izekor fait ses débuts en équipe première avec le Rugby Calvisano en 2019. Il participe au Tournoi des Six Nations des moins de 20 ans 2020 avec l'équipe d'Italie, disputant une rencontre face à l'Écosse. 
Après plusieurs matchs sous les couleurs de Calvisano, il se voit offrir un contrat de permit player avec le Benetton Trévise en février 2022. L'été suivant, il intègre définitivement l'effectif professionnel du Benetton Trévise.
En janvier 2024, il est convoqué en équipe d'Italie pour préparer le Tournoi des Six Nations 2024. Il honore sa première cape le 3 février 2024 face à l'Angleterre, avant d'être titularisé pour la première fois le week-end suivant contre l'Irlande. 

## Style de jeu
Alessandro Izekor se distingue par ses qualités de puissance, de vitesse et de plaquage. 